# Scopula butleri
Scopula butleri là một loài bướm đêm trong họ Geometridae.